# Fábia Maia
Fábia Maia (Braga, 25 de abril de 1993) é uma cantora e compositora portuguesa. Nascida em Braga e criada em Barcelos, começou a cantar e a tocar guitarra ainda em criança. Participou no Festival RTP da Canção 2021 com o tema "Dia Lindo", escrito e interpretado por si, alcançando a fase final do concurso. No mesmo ano, fez parte da playlist EQUAL Portugal no Spotify, o programa da plataforma que dá mais destaque a mulheres artistas nas playlists.
Com versões cover de temas do hip hop nacional, que lançou no seu canal no YouTube, Fábia foi descoberta em 2015 por Rui Miguel Abreu, que a convidou a participar no 1.º Festival Rimas e Batidas em Lisboa. Em 2017 iniciou o seu percurso discográfico com Melodia-me, seguindo-se outro EP em 2020, Santiago. Ainda em 2024, Fábia planeia editar o seu primeiro álbum de longa-duração, Avariações, com uma sonoridade mais próxima da pop, soul, R&B e de outras influências musicais importantes para si.

## Biografia

### Infância e adolescência
Fábia Loureiro Lopes Maia nasceu a 25 de abril de 1993 no extinto Hospital de São Marcos, em Braga, filha de mãe portuguesa, Sílvia Lopes, e de pai brasileiro, Ernilson Maia. Passou a juventude em Barcelos, criada apenas pela mãe e pela avó Dilória. Começou a cantar e a tocar guitarra ainda em criança, por iniciativa da avó, que lhe ofereceu a primeira guitarra e lhe pagou as aulas de música.
Na adolescência, descobriu alguns dos seus ídolos musicais até hoje - Avril Lavigne, Lauryn Hill, Damien Rice - que a tornaram menos complexada com a sua imagem e mais livre para se expressar. Por consequência de um desgosto amoroso, começou a publicar versões de hip hop no YouTube para tentar reconquistar a antiga paixão, que gostava deste estilo musical. Ainda nessa altura, aventurou-se na escrita das letras e música dos primeiros temas.

### Percurso académico
Em 2012, Fábia decidiu estudar Línguas, Literaturas e Culturas na Universidade do Porto pelo gosto da escrita e literatura, incutido sobretudo pelo avô Fernando, que era escritor. No entanto, o curso não a satisfez e, no ano seguinte, ingressou em Ciência Política e Relações Internacionais na Universidade da Beira Interior, curso que terminou em 2016. Seguiu-se uma pós-graduação na mesma universidade e área, Relações Internacionais, que concluiu em 2018. Atualmente, frequenta um mestrado em Família e Género.

## Percurso musical

### 2015-2020: Início e primeiros EPs
Fruto da visibilidade que lhe trouxeram os vídeos de covers no YouTube, Fábia foi convidada pelo radialista Rui Miguel Abreu, em 2015, para participar no 1.º Festival Rimas e Batidas, no Cinema São Jorge, em Lisboa. A par com os estudos, editou em 2017 o primeiro EP, Melodia-me, com a participação de Slow J (no tema homónimo do trabalho) e de Jimmy P (em "Má Vida"). Posteriormente lançou alguns singles, como “BarcelonaParis”, “A Vibe Certa” e “Nem Sei”, editados pela Universal, que lhe foram conferindo um lugar mais destacado no panorama do hip hop português.
Em 2020, durante a pandemia de covid-19, aproveitou para refugiar-se e refletir sobre o percurso feito até então. Resolveu dizer "adeus" ao hip hop com um trabalho discográfico mais introspetivo, Santiago, onde fala para o irmão que não nasceu devido a um aborto espontâneo da sua mãe. Com este segundo EP, regressou às suas origens musicais (pop, jazz, soul, R&B) e aos ídolos da adolescência para se reconstruir e transitar para um estilo próprio.
Ainda nesse ano, recebeu o convite para participar no Festival da Canção 2021, o concurso nacional de seleção para o Festival Eurovisão da Canção. Em entrevistas, chegou mesmo a confessar que este foi o "melhor ano" da sua vida até à data e que o seu "coração intuitivo" lhe disse que seria chamada para o evento. "Dois anos antes tinha dito aos meus amigos: 'vou ser chamada para o Festival da Canção'. Toda a gente se riu, mas a verdade é que, em 2020, fui jurada regional do Festival [da Canção]. Depois, em novembro do mesmo ano, voltei a dizer-lhes que ia mesmo ao Festival e eles nem queriam crer".

### 2021: Festival da Canção eshowcasesinternacionais
A 20 de janeiro de 2021, a RTP, emissora responsável pelo Festival da Canção, divulgou os temas dos compositores selecionados para a edição daquele ano. "Dia Lindo", com letra, música e interpretação de Fábia Maia, foi atraindo comentários díspares e, entre elogios e reprovações, acabou por conquistar o público e o júri do concurso - composto por Marta Carvalho, NBC, Paulo de Carvalho, Rita Carmo, Rita Guerra e Vanessa Augusto - na primeira semifinal, garantindo a passagem para a final. Na última gala, realizada nos estúdios da RTP a 6 de março do mesmo ano, a canção terminou em 10.º lugar.
Em setembro, Fábia anunciou um pedido de crowdfunding na plataforma GoFundMe para editar o primeiro álbum de longa duração de forma independente. Desta petição, fez acompanhar um texto onde explica o seu trajeto pela música e a sua motivação para continuar. "Hoje, em forma de partilha, percebi que todos os nãos que recebi por parte de managers, majors e outros associados da música são um elogio", afirmou, comentando que o título que escolheu para o disco, Avariações, simboliza a forma como se sente: uma estrangeira "dentro do próprio país". Como admitiu também, o título do álbum é um neologismo que junta as palavras "avaria" (pelo seu posicionamento disruptivo face à música mainstream) e "variações" (simbolizando a diferença pela liberdade e uma homenagem a António Variações, que a autora acredita concentrar em si todas estas diferenças).
Ainda em 2021, foi convidada para realizar vídeos de showcase para duas plataformas internacionais: Femnøise e Sofar Sounds. A primeira, uma organização sem fins lucrativos espanhola, convidou Fábia para a 1.ª edição do Femnoise Fest, um festival gamificado com o intuito de destacar o talento emergente de mulheres dissidentes na música. A segunda é uma comunidade de música ao vivo conhecida pelos shows privados e íntimos, publicados em streaming, que apresentou ao mundo a sonoridade livre de Fábia Maia num ambiente familiar.

## Ações sociais
Para Fábia, a música sempre foi mais do que uma fonte de rendimento ou de fama. A artista utiliza a sua voz como um meio para fazer ativismo por causas sociais, sobretudo pelos direitos LGBT e os direitos da criança. Em junho de 2021, Fábia revelou que realizou um "desejo antigo" ao doar um violino seu a uma criança institucionalizada em Braga. "Quis fazer isto para criar uma ligação entre mim e uma criança, que gostaria de acompanhar nos próximos tempos e incluir eventualmente em momentos musicais meus", confessou, afirmando que "se pudermos dar [um instrumento] a uma criança, podemos salvá-la através da música e mostrar que alguém se importa com ela”.

## Discografia

### Álbuns / EPs
| Ano      | Nome       | Detalhes            | Editora/Gravadora   |
| -------- | ---------- | ------------------- | ------------------- |
| 2024 (?) | Avariações | Álbum (em produção) | Edição de autor     |
| 2020     | Santiago   | EP (4 canções)      | Universal Music     |
| 2017     | Melodia-me | EP (8 canções)      | Disruptive Division |

### Singles
| Ano  | Nome           | Editora/Gravadora   |
| ---- | -------------- | ------------------- |
| 2021 | Dia Lindo      | Sony Music Portugal |
| 2019 | #nemsei        | Universal Music     |
| 2019 | BarcelonaParis | Universal Music     |
| 2019 | My Baby        | Universal Music     |
| 2019 | A Vibe Certa   | Universal Music     |